# Mecze reprezentacji Polski w piłce ręcznej kobiet prowadzonej przez Krzysztofa Przybylskiego

## Oficjalne mecze międzypaństwowe
| Nr | Przeciwnik        | Miejsce              | Data                 | Impreza                          | Wynik (Polska - przeciwnik) | Przypisy |
| -- | ----------------- | -------------------- | -------------------- | -------------------------------- | --------------------------- | -------- |
| 1  | Austria           | Rotterdam            | 16 października 2008 | mecz towarzyski                  | 38:13 (20:6)                |          |
| 2  | Turcja            | Rotterdam            | 17 października 2008 | Holland Handball Tournament      | 29:24 (13:13)               | zprp.pl  |
| 3  | Hiszpania         | Rotterdam            | 18 października 2008 | Holland Handball Tournament      | 22:27 (11:10)               | zprp.pl  |
| 4  | Austria           | Rotterdam            | 19 października 2008 | Holland Handball Tournament      | 28:26 (14:15)               | zprp.pl  |
| 5  | Turcja            | Dąbrowa Górnicza     | 20 listopada 2008    | mecz towarzyski                  | 29:25 (15:12)               | zprp.pl  |
| 6  | Turcja            | Chorzów              | 21 listopada 2008    | mecz towarzyski                  | 32:27 (21:13)               | zprp.pl  |
| 7  | Łotwa             | Dąbrowa Górnicza     | 25 listopada 2008    | turniej preeliminacyjny do MŚ    | 48:14 (23:3)                | zprp.pl  |
| 8  | Słowacja          | Dąbrowa Górnicza     | 26 listopada 2008    | turniej preeliminacyjny do MŚ    | 26:31 (11:17)               | zprp.pl  |
| 9  | Szwajcaria        | Dąbrowa Górnicza     | 28 listopada 2008    | turniej preeliminacyjny do MŚ    | 34:26 (16:17)               | zprp.pl  |
| 10 | Islandia          | Dąbrowa Górnicza     | 30 listopada 2008    | turniej preeliminacyjny do MŚ    | 33:32 (19:14)               | zprp.pl  |
| 11 | Ukraina           | Cheb                 | 5 marca 2009         | turniej międzynarodowy           | 30:34 (14:20)               | zprp.pl  |
| 12 | Słowacja          | Cheb                 | 6 marca 2009         | turniej międzynarodowy           | 31:31 (17:16)               | zprp.pl  |
| 13 | Czechy            | Cheb                 | 7 marca 2009         | turniej międzynarodowy           | 30:32 (17:16)               | zprp.pl  |
| 14 | Białoruś          | Koszalin             | 5 kwietnia 2009      | mecz towarzyski                  | 42:30 (21:15)               | zprp.pl  |
| 15 | Białoruś          | Gdańsk               | 6 kwietnia 2009      | mecz towarzyski                  | 36:23 (17:13)               | zprp.pl  |
| 16 | Białoruś          | Gdynia               | 7 kwietnia 2009      | mecz towarzyski                  | 35:20 (18:13)               | zprp.pl  |
| 17 | Rumunia           | Turnu Severin        | 29 maja 2009         | mecz towarzyski                  | 28:39 (10:17)               | zprp.pl  |
| 18 | Rumunia           | Turnu Severin        | 30 maja 2009         | mecz towarzyski                  | 22:37 (8:18)                | zprp.pl  |
| 19 | Korea Południowa  | Zhuzhou              | 22 czerwca 2009      | turniej międzynarodowy China Cup | 28:27 (16:13)               | zprp.pl  |
| 20 | Chiny             | Zhuzhou              | 23 czerwca 2009      | turniej międzynarodowy China Cup | 32:31 (14:15)               | zprp.pl  |
| 21 | Korea Południowa  | Zangjiagang          | 25 czerwca 2009      | turniej międzynarodowy           | 26:33 (12:17)               | zprp.pl  |
| 22 | Chiny             | Zhuzhou              | 26 czerwca 2009      | turniej międzynarodowy           | 35:28 (17:14)               | zprp.pl  |
| 23 | Turcja            | Antalya              | 26 września 2009     | mecz towarzyski                  | 28:20 (15:12)               | zprp.pl  |
| 24 | Turcja            | Antalya              | 27 września 2009     | mecz towarzyski                  | 20:28 (6:15)                | zprp.pl  |
| 25 | Czarnogóra        | Lublin               | 14 października 2009 | eliminacje do ME                 | 21:31 (10:14)               | zprp.pl  |
| 26 | Słowacja          | Hlohovec             | 18 października 2009 | eliminacje do ME                 | 28:32 (14:16)               | zprp.pl  |
| 27 | Stany Zjednoczone | Chorzów              | 17 listopada 2009    | mecz towarzyski                  | 45:8 (27:5)                 | zprp.pl  |
| 28 | Ukraina           | Tatabánya            | 19 listopada 2009    | turniej międzynarodowy           | 25:25 (12:15)               | zprp.pl  |
| 29 | Holandia          | Tatabánya            | 20 listopada 2009    | turniej międzynarodowy           | 25:24 (12:15)               | zprp.pl  |
| 30 | Węgry             | Tatabánya            | 21 listopada 2009    | turniej międzynarodowy           | 22:32 (10:13)               | zprp.pl  |
| 31 | Rosja             | Chorzów              | 31 marca 2010        | eliminacje do ME                 | 26:35 (15:15)               | zprp.pl  |
| 32 | Rosja             | Czechow              | 4 kwietnia 2010      | eliminacje do ME                 | 20:35 (11:17)               | zprp.pl  |
| 33 | Czarnogóra        | Pljevlja             | 26 maja 2010         | eliminacje do ME                 | 32:35 (15:17)               | zprp.pl  |
| 34 | Słowacja          | Piotrków Trybunalski | 30 maja 2010         | eliminacje do ME                 | 24:23 (11:13)               | zprp.pl  |

Bilans
|                 | zwycięstwa | remisy | porażki |
| ogółem          | 18         | 2      | 14      |
| dom             | 10         | 0      | 3       |
| wyjazd          | 3          | 0      | 8       |
| neutralny teren | 5          | 2      | 3       |

|                 | strzelone | stracone |
| ogółem          | 1010      | 938      |
| dom             | 431       | 325      |
| wyjazd          | 297       | 349      |
| neutralny teren | 282       | 264      |